# Analog Future
Analog Future è un album dal vivo del gruppo progressive metalcore australiano Northlane, pubblicato il 16 marzo 2018 dalla UNFD. L'album è stato registrato tra agosto e dicembre del 2017, nel corso del tour mondiale di Mesmer.

## Tracce
1. Colourwave (Live a Melbourne, Australia) – 3:54
2. Worldeater (Live a Brisbane, Australia) – 3:48
3. Citizen (Live a Melbourne, Australia) – 4:21
4. Dream Awake (Live a Sydney, Australia) – 4:27
5. Rot (Live a Londra, Inghilterra) – 4:09
6. Quantum Flux (Live a Manchester, Inghilterra) – 4:07
7. Dispossession (Live a Buenos Aires, Argentina) – 3:44
8. Intuition (Live a Cologna, Germania) – 4:01
9. Obelisk (Live a Parigi, Francia) – 4:48
10. Paragon (Live a Glasgow, Scozia) – 4:26

## Formazione
- Marcus Bridge – voce
- Jon Deiley – chitarra solista
- Josh Smith – chitarra ritmica
- Alex Milovic – basso
- Nic Pettersen – batteria